# Natalia Varley
Natalia Varley, en ruso: Наталья Владимировна Варлей, (Constanza, 22 de junio de 1947) es una actriz de cine y teatro soviética y rusa, que se hizo famosa en 1966 por su papel en la comedia Secuestro, estilo caucásico. En 1989 fue designada Artista Meritoria de la República Socialista Federativa Soviética de Rusia.

## Biografía
Natalia Varley nació en Constanza (Rumania), hija del capitán de barco Vladímir Viktórovich Varley, quien también fue presidente del Ayuntamiento (alcalde, en términos modernos) de Múrmansk, donde vivía la familia. Uno de sus antepasados paternos del siglo XIX fue un jinete galés que (junto con su hermano) había sido invitado a Rusia para administrar una fábrica de cría de caballos, se casó con una rusa y se estableció allí. La madre de Natalya, Ariadna Sergeyevna Varley (de soltera Senyavina), nieta del geólogo Yevgeny Barbot de Marni, era de origen francés y alemán, pariente lejana de Alexey K. Tolstoy.
Natalia era una niña con gustos por el arte. Empezó a escribir poesía a los cuatro años, le gustaba la pintura y estudiaba música. A fines de la década de 1950, cuando la familia se instaló en Moscú, ingresó al estudio infantil del Circo Bulevar Tsvetnoi y logró un rápido progreso allí, que fue aún más impresionante, considerando que había sido una niña enferma y sufría de reumatismo relacionado con un trastorno cardíaco que durante varios años le impidió hacer deporte en la escuela. Después de graduarse de la facultad de arte de entretenimiento y circo estatal en 1965, Varley se unió a la compañía de circo Tsvetnoy Boulevard de Moscú como equilibrista.

### Carrera
En 1965, en Odesa, donde la compañía estaba de gira, Varley conoció al payaso y actor de cine soviético Leonid Yenguibárov. Demostró ser un alma gemela y se convirtió en un amigo cercano, además de compañero ocasional en el escenario. Una vez, Yengibarov invitó al director de cine Georgy Yungwald-Khilkevich a ver su actuación. Golpeado por la personalidad de Varley en el escenario, este último la invitó a un papel menor en su última película, La fórmula del arco iris. Durante el rodaje, Varley fue vista por el asistente de otro director de cine, Leonid Gaidái, quien la invitó a las audiciones para su nuevo proyecto, La prisionera del Cáucaso.

Entre unos 500 contendientes había celebridades como Natalia Fateyeva y Anastasía Vertinskaya, pero el director eligió a la amateur de 19 años para el papel principal. Según Gaidai, Varley lo ha ganado con sus encantos ingenuos, pero luego opinó que un episodio en particular podría haber resultado ser el decisivo.
. . . Así que vine al Mosfilm, leí un fragmento de guión e hice la escena del burro. Entonces Gaidai me pregunta, algo tímidamente: "Y ahora, Natasha, ¿podría pedirte que tal vez te desvistes, hasta un traje de baño?" 'Claro', dije, y lo hice. Todos simplemente dijeron: '¡Aahh!' Es ahora cuando para las actrices desnudarse es algo normal. En esos años, el cine soviético, así como el pueblo soviético, eran mucho más tímidos. Pero para mí el bañador era una especie de uniforme de circo, me acostumbré. Así que filmamos el episodio con un traje de baño, y creo que fue lo que marcó la diferencia.
Natalya y su heroína Nina eran completamente opuestos. "Se suponía que debía ser segura de sí misma, descarada y optimista. Mientras que siempre he sido bastante tranquilo, soñador y romántico. Así que Gaidai tuvo que volver a moldearme casi literalmente durante el rodaje, en una verdadera "Komsomolka, deportista y una mirada completa", recordó más tarde.
Secuestro, estilo caucásico, que se estrenó el 1 de abril de 1967, se convirtió en un gran éxito y Varley se convirtió en una superestrella de la noche a la mañana. Muy popular fue "The White Bears 'Song", grabada para la película por Aida Vedishcheva. La voz de Varley también fue doblada por Nadezhda Rumiántseva. Años más tarde, cuando Varley se embarcó en una exitosa carrera musical (para interpretar a menudo la famosa canción muy cerca de la original) y ella misma se convirtió en una conocida locutora, surgieron dudas sobre la sabiduría de tal movimiento. "Gaidái maltrató groseramente a Varley al despojarla de su propia voz. Natasha habría hecho exactamente lo mismo [como hicieron Vedishcheva y Rumiántseva, excepto que quizás con menos fuerza", opinó más tarde la también actriz y esposa de Gaidái, Nina Grebeshkova (elegida en la película como médica de la sala de psiquiatría).
Varley se encontró en el centro de la atención de los medios; multitudes de fans comenzaron a reunirse dondequiera que ella llegara para actuar con su compañía de circo. Esta repentina fama no la hizo más rica: Varley afirma que le pagaron 300 rublos (dos salarios mensuales promedio soviéticos) por el éxito de taquilla cuya popularidad nunca disminuyó.
En octubre de 1967 se estrenó la primera película de terror soviética, Viy (después de la novela del mismo nombre de Nikolái Gógol). Aquí Varley brindó otra actuación sorprendente, ahora como Pannochka, una bruja asesinada, levantándose de su ataúd para atormentar y finalmente matar a un desafortunado estudiante de seminario (interpretado por Leonid Kuravliov), que inadvertidamente provocó su muerte. Otras películas de finales de la década de 1960 presentaron a Natalia Varley, quien ya dejó el Circo de Moscú para convertirse en estudiante del Instituto de Teatro Boris Shchukin. Entre ellos se encontraban Siete novias del cabo Zbruyev y Las doce sillas, esta última de nuevo de Gaidai.

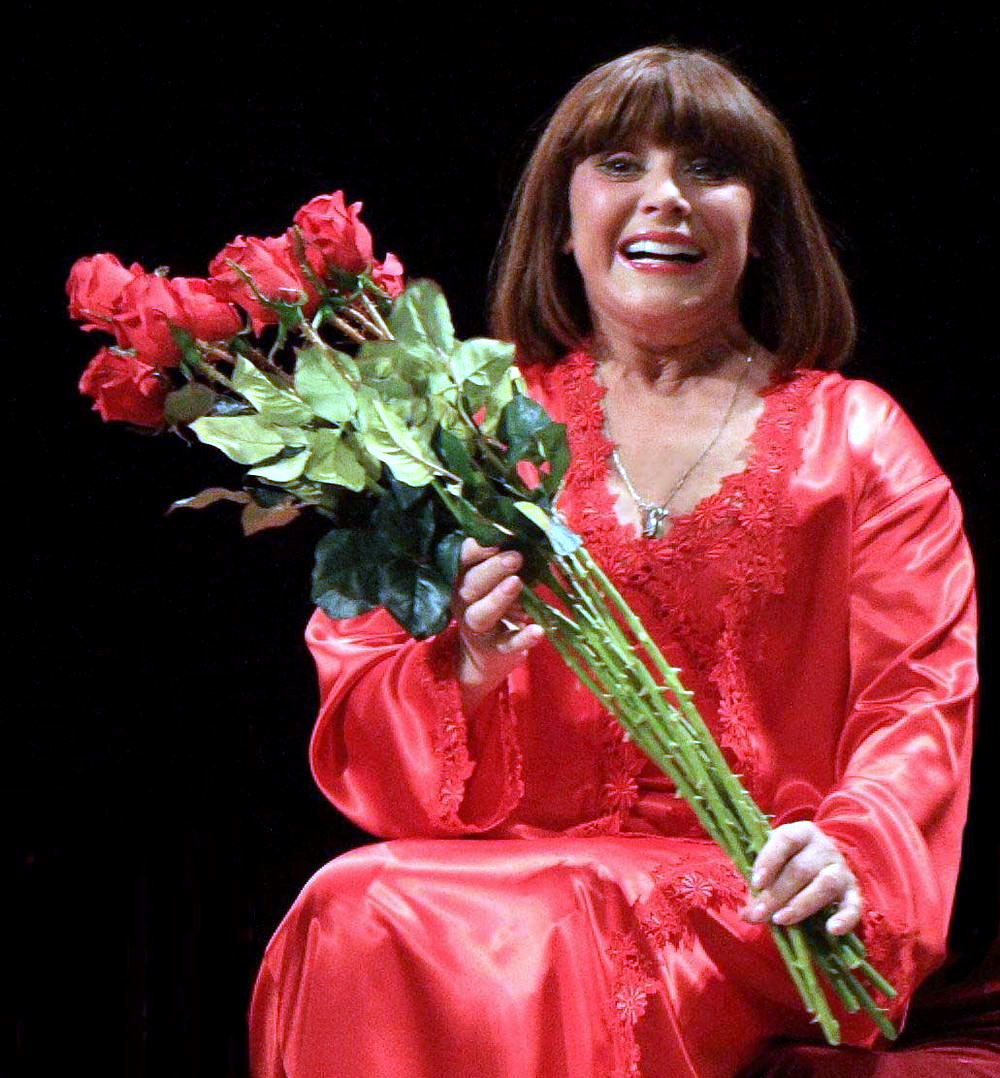
Varley en el escenario de Severodvinsk, 2010

En 1971, Varley se graduó en el Instituto de Teatro y se unió a la compañía de teatro del Teatro Stanislavski de Moscú, donde trabajó hasta 1978. Esta no fue una experiencia feliz. Cuatro directores iban y venían en el transcurso de siete años; se tuvieron que tomar unas largas vacaciones debido al embarazo (en 1972 dio a luz a su primer hijo Vladímir) y la atmósfera general de celos, mala voluntad e intrigas mezquinas resultó ser completamente deprimente para Varley.
Varley continuó filmando a lo largo de la década de 1980, pero a pesar de algunos éxitos menores (La gran atracción, Mi padre es un idealista, No quiero ser un adulto ), su carrera en el cine aparentemente estaba en declive. A mediados de la década de 1990 (después de The Wizard of the Emerald City, 1994, donde interpretó a las dos brujas malvadas), Varley se retiró, explicando esta decisión con su insatisfacción con la terrible calidad de los guiones que le habían ofrecido.
Antes de eso, a fines de la década de 1980, Varley se unió al Instituto de Literatura Maxim Gorky, donde se graduó en 1994. Parte de la poesía que había escrito a lo largo de los años se convirtió en letras de canciones. Trabajando con el compositor Nikolai Shershen, lanzó cuatro álbumes de estudio en 1992-1999: At the Peak of Togetherness, Don't Die, Love, Aqua Vitae y The String in Me, Don't Break . También es autora de tres libros de poesía.
En la década de 2000, Natalia Varley actuó ocasionalmente (la producción de Oskar por Empire of Stars, un teatro privado) y dio conciertos en solitario. También presentó un par de programas de televisión ("Asuntos del hogar", Domashnye khlopoty; Your Business, Delo vashe). En 2009 participó en el proyecto Russian Channel One "Two Stars", para actuar en conjunto con el veterano del pop ucraniano Nikolai Gnatyuk.

### Activismo
Desde principios de la década de 1990, Natalya Varley fue partidaria del Partido Comunista y expresó abiertamente su descontento con las políticas de Borís Yeltsin. Se unió al llamado comité de "Renacimiento Moral" y respaldó la campaña electoral de 1996 de Guennadi Ziugánov.
Cristiana devota, Varley participó en varias acciones públicas de protesta contra lo que ella veía como las tendencias satánicas'' en el cine y el arte moderno de la Rusia democrática, donde las ``representaciones'' escandalosas se convirtieron en la norma, como la de Avdey Ter-Oganyan, quien destruyó infamemente iconos con un hacha en el Manège de Moscú. Junto a Nikita Mijalkov, se hizo muy popular entre los medios ortodoxos rusos.
En 2013 Varley fue una de las organizadores del evento del vigésimo aniversario en conmemoración de las víctimas de los eventos del 3 al 4 de octubre de 1993.
Por "declaraciones que contradicen los intereses de nuestra seguridad nacional" se le prohibió entrar en Ucrania.

## Vida privada
En 1967, Natalia Varley se casó con el actor Nikolái Burliáyev, para consternación de su círculo de amigos que intentaron explicarle cuán apasionadamente estaba enamorado de ella su compañero de estudios Leonid Filatov. El matrimonio resultó ser infeliz y duró menos de un año. Su segundo marido fue el actor Vladímir Tijonov, hijo de Vyacheslav Tikhonov y Nonna Mordyukova. En enero de 1972, Natalia dio a luz a su primer hijo, Vasili, pero eso fue después de que la pareja se divorciara. En 1990 Vladímir Tijonov, con una larga historia de abuso de alcohol y drogas a sus espaldas, murió de insuficiencia cardíaca. Su segundo hijo, Aleksandr, nació en 1986; la identidad de su padre sigue siendo desconocida para los medios de comunicación. En 1999, Varley se casó por tercera vez ("Su nombre es Vladímir y definitivamente no es actor", fue lo único que le dijo a la prensa), pero nuevamente este matrimonio resultó ser de corta duración.

## Filmografía seleccionada
- La prisionera del Cáucaso o Nuevas aventuras de Shúrik (1966) como Nina
- Viy (1967) como Pannochka
- Las siete novias del cabo Zbruyev (1970) como Galina
- Las doce sillas (1971) como Liza
- Circo en el circo (1974) como Tana
- Errores de la juventud (1978) como Zina
- No quiero ser un adulto (1982) como Katya
- Invitada del futuro (1985) como Marta Erastovna
- El mago de la ciudad esmeralda ( película de 1994 ) como Bastinda / Gingema